# Edio Lolliano Terenzio Genziano
Edio Lolliano Terenzio Genziano (latino: Hedius Lollianus Terentius Gentianus; fl. 209-211) fu un senatore e console dell'Impero romano, durante il regno dell'imperatore Settimio Severo.
Era probabilmente originario di Pollentia (moderna Pollenzo, Piemonte); suo padre era Quinto Edio Rufo Lolliano Genziano, console suffetto nel 186 circa, mentre suo fratello, Quinto Edio Lolliano Plauzio Avito fu console nel 209; la sorella, Terenzia Flavula, fu gran sacerdotessa di Vesta. Ebbe come moglie Pomponia Petina.
Genziano fu vir clarissimus, flamen dialis, legato propretore d'Arabia (209), console ordinario nel 211.